# Erik Schweickert
Erik Schweickert (* 2. Juni 1972 in Pforzheim) ist ein deutscher Hochschullehrer und Politiker der FDP. Er ist seit 2008 Professor für „Internationale Weinwirtschaft“ an der Hochschule Geisenheim und seit 2016 Abgeordneter im Landtag von Baden-Württemberg.

## Leben
Erik Schweickert wuchs in Niefern-Öschelbronn auf und besuchte dort von 1979 bis 1983 die Grundschule in Niefern. Die allgemeine Hochschulreife erlangte er 1992 am Hilda-Gymnasium in Pforzheim.
Von 1994 bis 1998 studierte er an der Fachhochschule Wiesbaden, Campus Geisenheim, Fachbereich Weinbau und Getränketechnologie. Dieses Studium schloss er als Dipl.-Ing. (FH) Getränketechnologie ab. Es folgte von 1998 bis 2000 das Studium der Önologie an der Justus-Liebig-Universität Gießen, welches er als Diplom-Önologe abschloss. Danach promovierte er am Institut für Betriebslehre der Agrar- und Ernährungswirtschaft der Justus-Liebig-Universität Gießen. Sein Promotionsthema war „Unternehmensstrategien in der Weinwirtschaft im Rahmen der EU-Weinmarktordnungspolitik“.
Im Jahr 2004 erhielt Erik Schweickert den „Internationalen DLG Preis“ für hervorragende wissenschaftliche Leistungen der Deutschen Landwirtschaftsgesellschaft (DLG).
Nach fünf Jahren Tätigkeit in der Privatwirtschaft wurde Erik Schweickert 2008 zum Professor für „Internationale Weinwirtschaft“ an die Hochschule RheinMain, Campus Geisenheim (seit 2013 Hochschule Geisenheim) berufen.
Erik Schweickert ist verheiratet und Vater zweier Töchter. Er ist evangelischer Konfession.

## Politik
Am 27. September 2009 wurde Erik Schweickert über die FDP-Landesliste Baden-Württemberg (Platz 10) in den Deutschen Bundestag gewählt. Er erhielt 16,1 Prozent der Erststimmen im Wahlkreis Pforzheim/Enz. Nachdem die FDP bei der Bundestagswahl 2013 an der Fünf-Prozent-Hürde gescheitert war, schied er aus dem Deutschen Bundestag aus.
Schweickert war verbraucherschutzpolitischer Sprecher der FDP-Bundestagsfraktion und Mitglied des Ausschusses für „Ernährung, Landwirtschaft und Verbraucherschutz“ sowie stellvertretendes Mitglied im Ausschuss für „Wirtschaft und Technologie“. Außerdem war er Berichterstatter der FDP-Fraktion für Weinbaupolitik.
Neben seinem bundespolitischen Engagement ist er seit 1999 Mitglied des Gemeinderates seiner Heimatgemeinde Niefern-Öschelbronn, dort stellvertretender Bürgermeister und seit dem Jahr 2004 auch Mitglied im Kreistag des Enzkreises. Seit 2004 ist Erik Schweickert Mitglied des Landesvorstandes der FDP Baden-Württemberg. Darüber hinaus ist er seit 2010 Vorsitzender des FDP-Bezirksverbandes Nordschwarzwald.
Im Januar 2013 geriet Schweickert in die Schlagzeilen, als er in einem Interview mit der Bild am Sonntag beanstandete, dass der von der Parlamentsbuchhandlung vertriebene und mit deutschem Steuergeld bezahlte Sekt Cuvée Bundestag aus Frankreich stammt.
Bei der Landtagswahl 2016 erhielt er als Ersatzkandidat im Wahlkreis Enz ein Mandat, da Hans-Ulrich Rülke in zwei Wahlkreisen angetreten war.
Nach der Wahl wurde Schweickert zum Vorsitzenden des Ausschusses für Wirtschaft, Arbeit und Wohnungsbau gewählt. Außerdem war er Mitglied des Ausschusses für Europa und Internationales. Innerhalb der FDP/DVP-Fraktion übernahm er die Positionen des Sprechers für Europapolitik, Tourismuspolitik, sowie Handwerk und Mittelstand.
Während der Corona-Pandemie leitete er am 18. März 2020 die erste digitale Ausschusssitzung in der Geschichte des baden-württembergischen Landtags.
Bei der Landtagswahl 2021 trat er als Direktkandidat der FDP im Wahlkreis Enz an und konnte erneut über ein Zweitmandat in den Landtag einziehen. Dabei erreichte er mit 17,0 % das landesweit beste Ergebnis seiner Partei. In seiner Heimatgemeinde Niefern-Öschelbronn konnte er sich mit 34,7 % deutlich gegen seine Mitbewerber durchsetzen.
Schweickert wurde nach der Wahl von seiner Fraktion erneut zum Sprecher für Handwerk und Mittelstand sowie Tourismuspolitik ernannt und für den Vorsitz des Ausschusses für Wirtschaft, Arbeit und Tourismus vorgeschlagen.
Am 17. Februar 2025 wurde er zum neuen Vorsitzenden des FDP-Kreisverbands Pforzheim/Enzkreis gewählt. Er übernahm damit die Nachfolge Hans-Ulrich Rülkes, der sein Amt aufgrund seiner Wahl zum Landesvorsitzenden der FDP Baden-Württemberg niedergelegt hatte.